# 弗兰克·福尔贝格尔
弗兰克·福尔贝格尔（德語：Frank Forberger，1943年3月5日—1998年9月30日），德国前男子赛艇运动员。他曾代表东德参加1968年和1972年夏季奥林匹克运动会赛艇比赛，获得二枚金牌。